# Greenville megye
Greenville megye az Amerikai Egyesült Államokban, azon belül Dél-Karolina államban található. Megyeszékhelye és legnagyobb városa Greenville. Lakosainak száma 525 534 fő (2020. április 1.). Greenville megye Henderson, Abbeville, Polk, Spartanburg, Laurens, Transylvania, Anderson és Pickens megyékkel határos.

## Népesség
A megye népességének változása:
| Lakosok száma | 452 747 | 458 845 | 466 772 | 474 266 | 491 863 | 525 534 |
|               | 2010    | 2011    | 2012    | 2013    | 2015    | 2020    |